# 少康中興
少康中興乃傳說之中國史上首個出現「中興」二字的時代。少康是夏朝的第六代天子，起兵殺死了當時篡位的寒浞，復興夏朝。

## 簡介
夏朝第三代天子太康被東方一個諸侯國有窮氏（今山東西部）后羿所伐，史稱太康失國。后羿迫使太康流亡，改立太康弟中康為第四代夏王，但只是傀儡君主，后羿自己把持政權，太康、中康抑鬱而終，於是后羿稱王。
后羿晚年耽溺逸樂，其寵臣寒浞發動政變，血洗后羿一族。寒浞對夏朝王族窮追不捨。仲康兒子相安（又稱「相」，第五代夏王）也被殺死，相安之妻是諸侯有仍氏的女兒緡氏，有身孕，逃回有仍國，生子少康，當上牧正，負責管理畜牧。寒浞得知少康有才幹，遣子寒奡追殺少康。
後來少康逃往有虞國（今河南省虞城县），擔任有虞氏庖正（掌廚），國王虞思把女兒「二桃」嫁給了少康，並積極厚植勢力，有田一成（方十里），有眾一旅（五百人），並派女間諜女艾前往寒澆的封地，负责情报工作。
夏朝遺臣伯靡不降寒浞，逃至有鬲氏（今山东德州市）。伯靡集結夏朝斟灌氏、斟尋氏二國遺民之力，殲滅寒浞的有穷氏大軍，改立少康為王。接著少康命令女艾攻打寒奡，少康又令兒子季杼攻打寒豷。少康重新取回政權，成為第六代夏朝天子。在位期間，少康勤政愛民，專心農業水利，史稱為“少康中興”。

## 現代使用
2021年2月，台灣政論節目主持人趙少康重返政壇，並恢復中國國民黨黨籍，在短時間内先後宣布有意參選黨主席及總統選舉，事件被多間媒體以「少康中興」作形容。